# 沙利尼·兰德里亚
沙利尼·兰德里亚（Shalini Randeria）是美国出生的印度人类学家，在瑞士日内瓦国际关系及发展高等学院擔任人类学和社会学教授及该院研究中心阿尔伯特·赫希曼民主中心的主任、维也纳人文科学研究所主任。
她被认为是民主专家，她曾在苏黎世大学，慕尼黑大学，中欧大学担任过各种职务，并保留了WZB柏林社会科学中心的来访教授的地位。她曾是人类学年度审查的编辑委员会成员。
2021年6月，中欧大学宣布兰德里亚将成为该大学的第六任校长。兰德里亚继任叶礼庭并成为第一位担任中欧大学校长的女性。
兰德里亚出生于华盛顿特区，在孟买和新德里长大，是德里大学、牛津大学和海德堡大学的校友，并在柏林自由大学获得了博士学位。